# Gò Dầu (huyện)
Gò Dầu là một huyện cũ nằm ở phía nam tỉnh Tây Ninh, Việt Nam.

## Địa lý
Huyện Gò Dầu nằm ở phía nam của tỉnh Tây Ninh, có vị trí địa lý:
- Phía đông và phía nam giáp thị xã Trảng Bàng
- Phía tây giáp huyện Bến Cầu và huyện Châu Thành
- Phía bắc giáp thị xã Hòa Thành và huyện Dương Minh Châu.

Huyện Gò Dầu có diện tích 260 km², dân số năm 2019 là 152.757 người, mật độ dân số đạt 588 người/km².

### Tài nguyên đất
Huyện Gò Dầu là huyện đồng bằng với 2 dạng địa hình chính: dạng gò đồi đất xám có độ cao dao động từ 10m đến hơn 30m chiếm 65% diện tích, thích hợp với các loại cây công nghiệp ngắn ngày. Vùng này có những chòm rừng nhỏ tạo thành vùng căn cứ liên hoàn giữa các xã. Trong kháng chiến bảo vệ tổ quốc, vùng đất này là một địa điểm rất thuận lợi cho phong trào cách mạng. Dạng địa hình bưng bàu trũng  chiếm hơn 1/3 diện tích, nằm ven sông Vàm Cỏ Đông và các con rạch, đất phù sa màu mỡ, thích hợp với cây lúa.

### Sông ngòi
Gò Dầu có một sông lớn chảy ngang qua và nhiều rạch nhỏ. Sông Vàm Cỏ Đông vào địa phận Gò Dầu tại xã Cẩm Giang và chảy theo rìa phía tây các xã Thạnh Đức, Hiệp Thạnh, Phước Trạch, Thị trấn, Thanh Phước trước khi chảy qua thị xã Trảng Bàng về Long An. Các chi lưu sông Vàm Cỏ Đông: rạch Bàu Nâu, rạch Đá Hàng, rạch Nho, suối Cá Nần, suối Bà Tươi,... nhỏ hẹp, vừa là đường thủy nối sông lớn với nhiều vùng đất, vừa làm ranh giới tự nhiên cho một số xã trong huyện. Sông Vàm Cỏ Đông và các chi lưu thường xuyên có nước chảy đều đặn, vừa đảm bảo cho thuyền ghe lưu thông được quanh năm, vừa là môi trường tốt cho các loài thủy hải sản sinh sôi nảy nở. Bên cạnh đó, Gò Dầu còn có hàng chục km kênh, mương nằm trong hệ thống thủy lợi Dầu Tiếng chảy về các xã phục vụ sản xuất nông nghiệp.

## Hành chính
Huyện Gò Dầu có 9 đơn vị hành chính cấp xã trực thuộc, bao gồm thị trấn Gò Dầu (huyện lỵ) và 8 xã: Bàu Đồn, Cẩm Giang, Hiệp Thạnh, Phước Đông, Phước Thạnh, Phước Trạch, Thạnh Đức, Thanh Phước.

## Lịch sử